# بوینکا
بوینکا (به لهستانی:  Bujenka) یک روستا در لهستان است که در گمینا چیخانوویتس واقع شده‌است. بوینکا ۲۶۲ نفر جمعیت دارد.